# Ivan Viskovaty
Ivan Mikhaïlovitch Viskovaty (en russe : Иван Михайлович Висковатый) ou Viskovatov (Висковатов), exécuté le 25 juillet 1570 à Moscou est un diplomate et homme politique russe. Sous le règne d'Ivan IV de Russie, il fut chef du Prikaze Posolsky (chef du Département de la diplomatie russe) de 1549 à 1562, membre du Conseil des Boyards.

## Biographie
Sous le règne d'Ivan IV de Russie, Ivan Mikhaïlovitch Viskovati fut élevé au rang de Dyak (chef de service) en 1549. Avec le boyard Alexeï Adachev (†1560), l'un des favoris d'Ivan le Terrible, il dirigea les relations diplomatiques entre la Russie et les pays étrangers jusqu'à son décès. Selon les historiens, le prikaze Posolsky a vu le jour en 1556 grâce aux efforts fournis par Ivan Mikhaïlovitch Viskovati. Ce dernier créa également les Archives du ministère des Affaires étrangères. En 1561, il fut nommé gardien du sceau de l'État russe, il accumula donc deux fonctions : garde du sceau de l'État russe et le service diplomatique. Cette tradition demeurera jusqu'au XVIIe siècle. Remplissant la fonction de gardien du sceau, il fut également membre du Conseil des Boyards.
En mars 1553, Ivan IV de Russie tomba gravement malade, une fièvre inflammatoire (sans doute une pneumonie) fit penser à une mort prochaine du tsar. Ivan Mikhaïlovitch Viskovati fut le premier à proposer au tsar de choisir son successeur mais également l'un des premiers à soutenir la candidature du jeune Dimitri Ivanovitch (1582-1591) avec une régence confiée aux membres de la famille Zakharine (oncles de Anastasia Romanovna Zakharine), dans cette idée, il fut soutenu par le secrétaire du tsar Mikhaïlov. En 1554, Ivan Mikhaïlovitch Viskovati fut admis au sein de la commission d'enquête des Boyards chargée d'investiguer sur la trahison du prince Simeon Rostovski. La même année, il fut dans l'obligation de comparaître devant le Conseil œcuménique de l'Église orthodoxe russe, il fut accusé d'être tombé sous l'influence de l'hérétique Matveï Bachkine et d'avoir entraîné d'autres personnes. Le Conseil le jugea avec clémence, il lui infligea trois ans de pénitence. En 1563, Ivan Mikhaïlovitch Viskovati fut chargé d'une mission diplomatique au Danemark afin de mener des négociations concernant les affaires livoniennes. En 1566, il prit part au Zemski sobor.
Ivan Mikhaïlovitch Viskovati parvint à échapper à la disgrâce, mais le 25 juillet 1570, il paya de sa vie sa présumée implication dans une affaire de trahison assez obscure. En 1570, il fut accusé d'une prétendue intention de remettre la ville de Novgorod entre les mains du roi de Pologne Sigismond II Auguste, d'avoir rédigé une lettre adressée au sultan de Turquie lui conseillant de s'emparer des villes d'Astrakhan et de Kazan et pour finir d'avoir suggéré à Devlet-Guireï khan des Tatars de Crimée (†1577) la dévastation de la Russie. À la lecture de ces accusations, Ivan Mikhaïlovitch Viskovati s'écria : « Tout ce que je viens d'entendre est un tissu d'atroces calomnies » .
Entendant les paroles d'Ivan Mikhaïlovitch Viskovati, les Opritchniks se jetèrent sur le malheureux, le suspendirent par les pieds et à lui découpèrent la peau en lanières, puis il fut exécuté. Ce 25 juillet 1570, plus de trois cents personnes subirent le même sort sur la Place Rouge à Moscou : Fedor Alexeïevitch Basmanov (favori d'Ivan IV de Russie, membre du Conseil Choisi (l'Isbrannaïa Rada) de 1560 à 1570, Nikita Prosorovski, Nikita Fournikov, etc.